# Fele Martínez
Rafael Martínez (Alicante, 22 de febrero de 1975), más conocido como Fele Martínez, es un actor español. Ganó el Premio Goya Actor Revelación 1996 por Tesis. 

## Biografía
Nacido en Alicante, se formó en la Escuela Superior de Arte Dramático de Madrid, y pronto comenzó a interpretar obras de teatro. “Sexpeare” fue la compañía en la que desarrolló sus primeras actividades interpretativas.
El puente hacia la fama le llegó de la mano de Alejandro Amenábar, con su ópera prima Tesis. Por esta película recibió el Premio Goya al Mejor Actor Revelación de 1996. A partir de este momento se convierte en uno de los rostros más conocidos del cine español. Entre sus películas más conocidas destacan: Abre los ojos (Amenábar, 1997), Los amantes del círculo polar (Julio Médem, 1998), El arte de morir (Álvaro Fernández Armero, 1999), Capitanes de abril (María de Medeiros, 1999), Tuno negro (Pedro L. Barbero y Vicente J. Martín, 2000) y La mala educación (Pedro Almodóvar, 2004).
También ha participado en distintos proyectos de cine independiente como en los cortometrajes: Pasaia (1996), por el que ganó el premio al Mejor Actor en el Festival Internacional de Cine Independiente de Elche, Amigos (1997), La cartera (2000) o El castigo del ángel, del que fue director en 2002.
Estaba previsto que el actor formara parte de la serie juvenil Física o química de Antena 3, en 2008 interpretando a Mario, como el novio de Irene, pero propuestas mejores lo dejaron en un simple cameo de cuatro capítulos.
Participó en la comedia de ciencia ficción Plutón BRB Nero con la dirección de Álex de la Iglesia y en la que Fele interpreta al Sr. Spock.
En 2008 se estrena Dime que yo, cortometraje del director español Mateo Gil en el que Martínez es acompañado en el rol protagónico por Judith Diakhate. Por su actuación en el cortometraje es nominado como Mejor actor y Mateo Gil obtiene el Premio a la Mejor Dirección en el Festival de Cine de Islantilla 2009. En dicho evento cinematográfico se presenta además, el cortometraje Comeparedes de Nuria de la Torre, en el que también participa Fele Martínez.
En 2009 comienza el rodaje de Marta dibuja puentes con guion y dirección de Rafael Deltell. La película está basada en la novela homónima del alcoyano Carles Cortés.
En 2010 se estrena Tensión sexual no resuelta de Miguel Ángel Lamata, y Don Mendo Rock ¿La venganza?, bajo la dirección de José Luis García Sánchez.
Ha filmado el tráiler del largometraje Sal del director argentino Diego Rougier y de la actriz chilena Javiera Contador, estrenada en 2011.
También participó en la serie Prófugos, una megaproducción a cargo de Efe3 y Fábula, primera serie chilena estrenada en HBO en 2011.
En junio de 2010 alterna su carrera actoral con la música y la gastronomía. Ciruelas, es el grupo musical que forma como bajista, junto a Rulo Pardo, Joe Carmona y José María Oliver.
También ha montado el negocio Creperie La Rue junto con Silvia Rey y Paco León.

## Filmografía
| Año  | Película                               | Personaje                  | Director                                                                                                | Género            |
| ---- | -------------------------------------- | -------------------------- | --- | ----------------- |
| 1996 | Tesis                                  | Chema                      | Alejandro Amenábar                                                                                      | Intriga/Thriller  |
| 1996 | Pasaia (cortometraje)                  | Kepa                       | Mikel Aguirresarobe                                                                                     |                   |
| 1997 | El tiempo de la felicidad              | Ezequiel                   | Manuel Iborra                                                                                           | Comedia           |
| 1997 | Abre los ojos                          | Pelayo                     | Alejandro Amenábar                                                                                      | Drama psicológico |
| 1997 | Amigos (cortometraje)                  | Juanjo adulto              | M. Martínez Marcos                                                                                      | Thriller          |
| 1998 | Lágrimas negras                        | Andrés                     | Ricardo Franco, Fernando Bauluz                                                                         | Drama romántico   |
| 1998 | 7 y 1/2 (cortometraje)                 |                            | P. Bürman                                                                                               |                   |
| 1998 | Los amantes del círculo polar          | Otto                       | Julio Medem                                                                                             | Drama romántico   |
| 1998 | Insomnio                               | Rafa                       | Chus Gutiérrez                                                                                          | Comedia           |
| 1999 | Capitanes de abril                     | Lobäo                      | María de Medeiros                                                                                       | Drama             |
| 1999 | El arte de morir                       | Iván                       | Álvaro Fernández Armero                                                                                 | Terror/Thriller   |
| 1999 | Tú qué harías por amor                 | Luís                       | Carlos Saura Medrano                                                                                    | Drama             |
| 2000 | Tinta roja                             | Escalona                   | Francisco J. Lombardi                                                                                   | Drama             |
| 2000 | Tuno negro                             | Víctor                     | Pedro L. Barbero, Vicente J. Martín                                                                     | Terror/Thriller   |
| 2000 | La cartera (cortometraje)              | Ultra Fútbol               | Miguel Martí                                                                                            | Comedia           |
| 2000 | Talk Show (cortometraje)               |                            | |                   |
| 2001 | Noche de reyes                         | Trifino Garriga            | Miguel Bardem                                                                                           | Comedia           |
| 2001 | Hemingway, the hunter of death         | Federico                   | Sergio Dow                                                                                              | Drama/Aventuras   |
| 2001 | Made in China (cortometraje)           |                            | |                   |
| 2002 | Hable con ella                         | Alfredo                    | Pedro Almodóvar                                                                                         | Drama romántico   |
| 2002 | Darkness                               | Carlos                     | Jaume Balagueró                                                                                         | Terror            |
| 2002 | El pintor (cortometraje)               | Novio celoso               | Naikari Díaz                                                                                            | Drama             |
| 2002 | El castigo del ángel (cortometraje)    |                            | Fele Martínez                                                                                           |                   |
| 2003 | Dos tipos duros                        | Bebe                       | Juan Martínez Moreno                                                                                    | Comedia           |
| 2003 | Utopía                                 | Jorge                      | María Ripoll                                                                                            | Thriller          |
| 2004 | Tánger                                 | Fanfan                     | Juan Madrid                                                                                             | Drama/Thriller    |
| 2004 | Tu la llevas (cortometraje)            | Rafa                       | Rulo Pardo                                                                                              | Comedia           |
| 2004 | La mala educación                      | Enrique Goded              | Pedro Almodóvar                                                                                         | Drama             |
| 2004 | Cuando puedas (cortometraje)           | Camarero                   | Kepa Sojo                                                                                               | Comedia           |
| 2006 | Flushed Away                           | Roddy                      | Sam Fell, David Bowers                                                                                  | Doblaje           |
| 2006 | Bolboreta Mariposa Papallona           | Víctor                     | Pablo García Pérez de Lara                                                                              | Documental        |
| 2006 | El asesino del parking                 | Sergio Manrique            | Isidro Ortiz                                                                                            | Thriller/Terror   |
| 2006 | El síndrome de Svensson                | El pringao de la roulotte  | Kepa Sojo                                                                                               | Comedia           |
| 2007 | A un metro de ti                       | Sebastián                  | Daniel Henríquez                                                                                        | Romance           |
| 2007 | Diente por ojo (cortometraje)          | Jonathan                   | Eivind Holmboe                                                                                          | Drama             |
| 2008 | Dime que yo                            | Chico                      | Mateo Gil                                                                                               | Romance           |
| 2008 | El kaserón                             | Alfredo                    | Pau Martínez                                                                                            | Comedia romántica |
| 2008 | Carmo                                  | Marco Bermejo              | Murilo Pasta                                                                                            | Drama romántico   |
| 2008 | 14, Fabian Road                        | Enrique Gonzalvo           | Jaime de Armiñán                                                                                        | Drama             |
| 2009 | Los minutos del silencio               | Joaquín                    | Rafael Robles Gutiérrez                                                                                 | Suspense          |
| 2009 | Comeparedes (cortometraje)             |                            | Nuria de la Torre                                                                                       | Suspense          |
| 2009 | Carmo                                  | Marco Bermejo              | Murilo Pasta                                                                                            | Drama romántico   |
| 2010 | Don Mendo Rock ¿La venganza?           | Goyito                     | José Luis García Sánchez                                                                                | Comedia musical   |
| 2010 | Marta dibuja puentes                   | Violador                   | Rafael Deltell                                                                                          |                   |
| 2010 | Desechos                               | Gigi                       | David Marqués                                                                                           | Comedia           |
| 2010 | Tensión sexual no resuelta             | Juanjo                     | Miguel Ángel Lamata                                                                                     | Comedia           |
| 2010 | Miami Blue                             | Martín                     | Miguel Ángel Calvo Buttini                                                                              | Comedia           |
| 2010 | Esperando septiembre                   | Valentín                   | Tina Olivares                                                                                           | Drama             |
| 2011 | Slides (cortometraje)                  | Hijo que llega a casa      | David Ilundain, Eugenia Poseck, Luis Arribas, Paul Severn, César Urrutia, Javier San Román, Jesús Liedo | Drama             |
| 2012 | Sal                                    | Sergio/Diego               | Diego Rougier                                                                                           | Western           |
| 2013 | La Estrella                            | Baltasar                   | Alberto Aranda                                                                                          | Comedia dramática |
| 2013 | La vuelta a la tortilla (cortometraje) | Rafa                       | Paco León                                                                                               | Comedia           |
| 2013 | Blink (cortometraje)                   | Caballero                  | Diego Latorre                                                                                           | Fantástico        |
| 2014 | La pantalla herida                     | Fele Martínez              | Luis María Ferrández                                                                                    | Documental        |
| 2014 | Inquilinos (cortometraje)              | Marido                     | Jaume Balagueró                                                                                         | Terror            |
| 2015 | Vampyres                               | Peter                      | Víctor Matellano                                                                                        | Terror            |
| 2015 | La huida (cortometraje)                | Diego                      | Julio Montejo, Manuel Montejo                                                                           | Drama             |
| 2016 | La noche que mi madre mató a mi padre  | Carlos                     | Inés París                                                                                              | Comedia negra     |
| 2016 | Nuestros amantes                       | Cristobal                  | Miguel Ángel Lamata                                                                                     | Comedia romántica |
| 2016 | Visión de futuro (cortometraje)        | Carlos                     | Borja Echeverría                                                                                        | Comedia           |
| 2016 | Ainhoa (cortometraje)                  | Padre                      | Iván Sáinz-Pardo                                                                                        | Drama             |
| 2017 | Reevolution                            | David                      | David Sousa Moreau                                                                                      | Thriller/Acción   |
| 2017 | El club de los buenos infieles         | Marcos                     | Lluís Segura                                                                                            | Comedia           |
| 2019 | Perdiendo el este                      | Fonseca                    | Paco Caballero                                                                                          | Comedia           |
| 2019 | Tu día de suerte (cortometraje)        | Ernesto                    | Fele Martínez                                                                                           | Comedia           |
| 2020 | La llave (cortometraje)                |                            | R. Robles Rafatal                                                                                       | Drama             |
| 2021 | Imposible decirte adiós (cortometraje) | Raúl                       | Yolanda Centeno                                                                                         | Drama             |
| 2021 | El club del paro                       | Candidato sala de espera 1 | David Marqués                                                                                           | Comedia           |
| 2022 | Parking (cortometraje)                 | David                      | Pepe Castro                                                                                             | Terror            |
| 2022 | Bajo terapia                           | Daniel                     | Gerardo Herrero                                                                                         | Comedia           |
| 2022 | Amigos hasta la muerte                 | Paolo                      | Javier Veiga                                                                                            | Comedia romántica |
| 2022 | Cuentas divinas (cortometraje)         | Paco                       | Eulàlia Ramon                                                                                           | Thriller          |
| 2023 | Erase una vez en el Caribe             | Don Segundo Urrutia        | Ray Figueroa                                                                                            | Western           |
| 2024 | Agonía (cortometraje)                  | Capo                       | Eulàlia Ramon                                                                                           | Thriller          |
| 2024 | Heredarán la tierra (cortometraje)     | Rafael                     | Borja Echevarría                                                                                        | Comedia           |

### Series de televisión

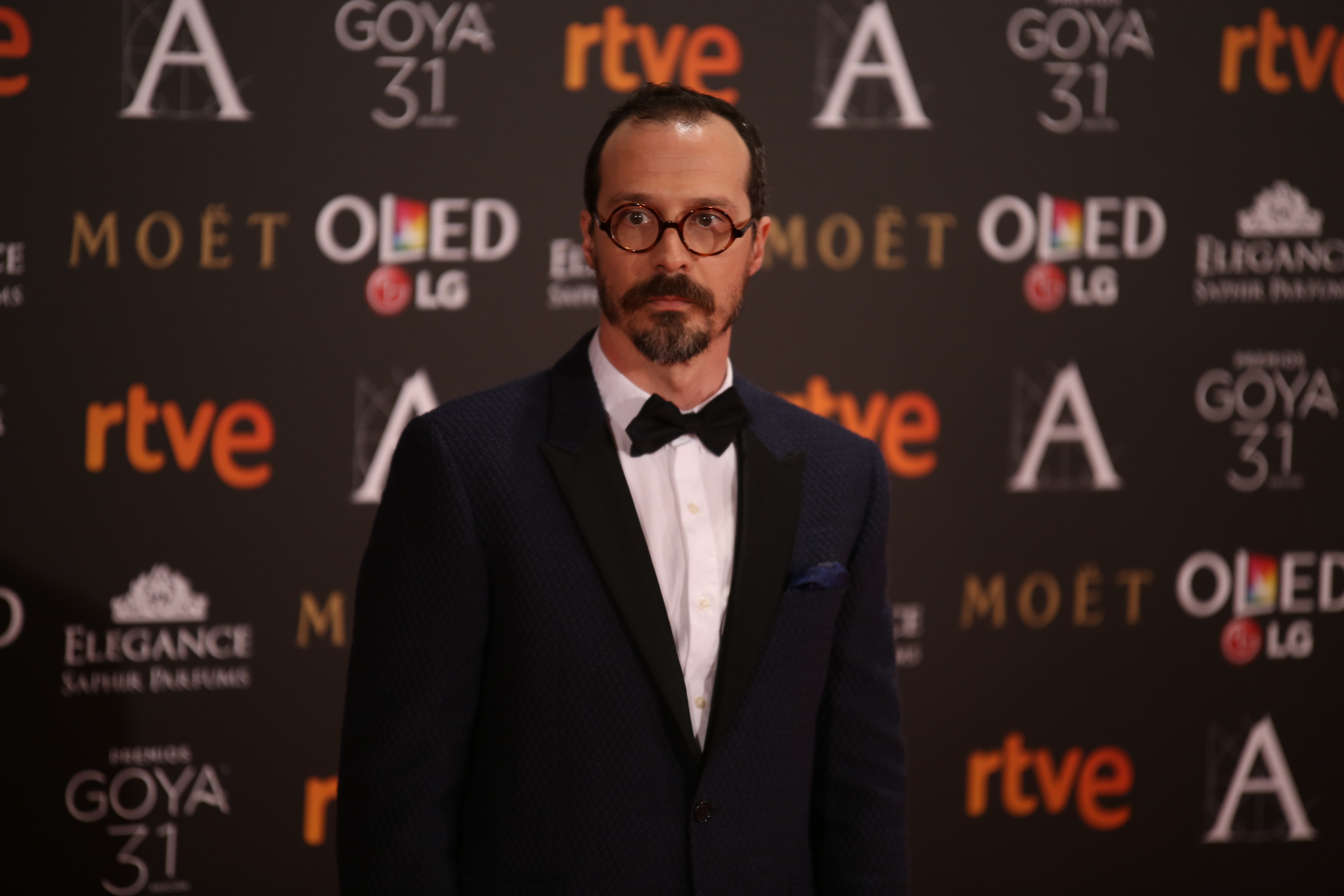
Fele Martínez en los Premios Goya de 2017

| Año             | Serie                              | Canal       | Personaje                    | Notas        |
| --------------- | ---------------------------------- | ----------- | ---------------------------- | ------------ |
| 2006            | El asesino del parking             | Telecinco   | Sergio Manrique              | TV Movie     |
| 2008            | Física o química                   | Antena 3    | Mario Barrio                 | 5 episodios  |
| 2008            | Plutón BRB Nero                    | La 2        | Sr. Spock                    | 1 episodio   |
| 2009            | Los minutos del silencio           | Canal Sur   | Joaquín                      | TV Movie     |
| 2011 - 2013     | Gran Hotel                         | Antena 3    | Alfredo Vergara              | 39 episodios |
| 2011 - 2013     | Prófugos                           | Sundance TV | Antonio Quijada              | 6 episodios  |
| 2015            | Rabia                              | Cuatro      | Gervasio Ortiz               | 8 episodios  |
| 2016            | Carlos, Rey Emperador              | La 1        | Nicolás Perrenot de Granvela | 4 episodios  |
| 2016            | Buscando el norte                  | Antena 3    | Lucas Moreno                 | 8 episodios  |
| 2017 - 2021     | Estoy vivo                         | La 1        | Óscar Santos García          | 52 episodios |
| 2018            | BByC: Bodas, bautizos y comuniones | Telecinco   | Agustín                      | 1 episodio   |
| 2018            | Pequeñas coincidencias             | Prime Video | Stefano                      | 1 episodio   |
| 2020            | Diarios de la cuarentena           | La 1        | Rober                        | 8 episodios  |
| 2020; 2022      | La unidad                          | Movistar+   | Ernesto Sanabria             | 8 episodios  |
| 2021            | Reyes de la noche                  | Movistar+   | Arturo                       | 1 episodio   |
| 2022            | True Story España                  | Prime Video | Capitán                      | 1 episodio   |
| 2022 - presente | Machos alfa                        | Netflix     | Luis Bravo                   | 30 episodios |
| 2024            | Zorro                              | Prime Video | Don Antonio                  | 10 episodios |
| 2024            | Atasco                             | Prime Video | Atracador                    | 1 episodio   |

### Programas de televisión
| Año  | Serie                | Canal     | Personaje   | Notas    |
| ---- | -------------------- | --------- | ----------- | -------- |
| 2017 | Me resbala           | Antena 3  | Colaborador | Invitado |
| 2017 | El gran reto musical | TVE       | Concursante | Invitado |
| 2023 | 25 palabras          | Telecinco | Concursante | Invitado |

## Teatro
- SoloMillo, una historia poco hecha (2007)
- Flor de Otoño (una historia del Barrio Chino) (2005)
- Sueños de un seductor (2004)
- Amigos hasta la muerte (2011)
- Continuidad de los parques (2014)
- Bajo terapia (2015 - 2017)
- Todas las mujeres (2018 - 2019)
- Anfitrión de Molière (2020 - 2021)

## Nominaciones y premios
| Año  | Festival                                    | Categoría                            | Película          | Resultado |
| ---- | ------------------------------------------- | ------------------------------------ | ----------------- | --------- |
| 2023 | Premio Iris de la Academia de Televisión    | Mejor actor                          | Machos alfa       | Ganador   |
| 2019 | Medina Film Festival                        | Mejor actor                          | Tu día de suerte  | Ganador   |
| 2013 | Zapping Awards                              | Mejor actor                          | Gran hotel        | Nominado  |
| 2013 | International Film Awards Berlin            | Mejor actor                          | Sal               | Nominado  |
| 2012 | Milano International Film Festival Awards   | Mejor actor                          | Sal               | Nominado  |
| 2012 | Los Ángeles Movie Awards                    | Mejor actor                          | Sal               | Ganador   |
| 2011 | Festival de cine de Alicante                | Premio Especial "Ciudad de Alicante" |                   | Ganador   |
| 2005 | Premios ACE                                 | Mejor actor                          | La mala educación | Nominado  |
| 2004 | European Film Awards                        | Mejor actor                          | La mala educación | Nominado  |
| 2004 | Fort Lauderdale International Film Festival | Mejor actor                          | La mala educación | Ganador   |
| 2004 | Festival Alfás del Pí                       | Premio Faro de Plata                 |                   | Ganador   |
| 1998 | Festival Cinema Jove de Valencia            | Premio Luna de Valencia              |                   | Ganador   |
| 1997 | Festival de Elche                           | Mejor actor                          | Pasaia            | Ganador   |
| 1997 | Premio Goya                                 | Mejor actor revelación               | Tesis             | Ganador   |